# Paul Richard Heinrich Blasius

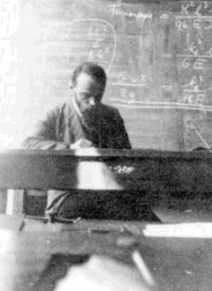
Paul Richard Heinrich Blasius omstreeks 1920

Paul Richard Heinrich Blasius (Berlijn, 9 augustus 1883 – Hamburg, 24 april 1970) was een Duits natuurkundige gespecialiseerd in vloeistofdynamica.
Hij promoveerde bij Ludwig Prandtl en was een van de eersten die een wiskundige basis formuleerde voor de wrijving in de grenslaag van een vloeistof. Al in 1911 toonde Blasius aan dat de weerstand in gladde pijpen kan worden uitgedrukt in termen van het reynoldsgetal voor laminaire en turbulente stromingen.